# Grudzień 2020

## 31 grudnia
- Zakończono obustronną ratyfikację umowy o handlu i współpracy między UE a Wielką Brytanią – przyjętą przez brytyjski parlament i podpisaną przez premiera umowa uzyskała formalną akceptację królowej Elżbiety II[1][2].

## 30 grudnia
- Umowa o handlu i współpracy między UE a Wielką Brytanią ze strony Unii Europejskiej została podpisana przez przewodniczącego Rady Europejskiej Charlesa Michela i przewodniczącą Komisji Europejskiej Ursulę von der Leyen, a następnie została przyjęta przez Brytyjską Izbę Gmin stosunkiem głosów 521:73, zaakceptowana bez głosowania przez Izbę Lordów i podpisana przez premiera Borisa Johnsona[1].
- Senat Argentyny zalegalizował aborcję do 14. tygodnia ciąży[3].
- Pandemia COVID-19: Według stanu na 30 grudnia liczba potwierdzonych zachorowań na całym świecie przekroczyła 80 milionów osób, zaś liczba zgonów zbliża się do 2 milionów[4].
- Osunięcie ziemi w Gjerdrum, w którym zginęło 7 osób, a 10 zostało rannych[5].

## 29 grudnia
- Trzęsienie ziemi w Chorwacji o magnitudzie 6,4. Zginęło 7 osób, a 26 zostało rannych[6][7].

## 26 grudnia
- Pandemia COVID-19 w Polsce: liczba oficjalnie potwierdzonych zarażeń przekroczyła w Polsce 1,25 miliona[8].

## 24 grudnia
- Unia Europejska oraz Wielka Brytania zamknęły negocjacje osiągnąwszy porozumienie ws. umowy o handlu i współpracy między UE a Wielką Brytanią. Umowa czekała na ratyfikację przez strony przed 1 stycznia 2021 roku[9][10].
- Maia Sandu jako pierwsza kobieta objęła urząd prezydenta Mołdawii[11][12].

## 20 grudnia
- W finale rozgrywanych w Danii mistrzostw Europy piłkarek ręcznych Norweżki pokonały Francuzki 22:20[13].

## 16 grudnia
- Kapsuła powrotna chińskiej sondy kosmicznej Chang’e 5 z próbkami materii księżycowej wylądowała na Ziemi w Mongolii Wewnętrznej (północne Chiny)[14].

## 13 grudnia
- W rozegranych w Planicy mistrzostwach świata w lotach narciarskich triumfowali: Karl Geiger oraz reprezentacja Norwegii[15][16].

## 12 grudnia
- Pandemia COVID-19: Według stanu na 12 grudnia liczba potwierdzonych zachorowań na całym świecie przekroczyła 70 milionów osób, zaś liczba zgonów to około 1,6 miliona[17].

## 11 grudnia
- Rozpoczął funkcjonowanie nowy rząd Litwy, na jego czele stanęła Ingrida Šimonytė[18].

## 4 grudnia
- Pandemia COVID-19: Według stanu na 4 grudnia liczba potwierdzonych zachorowań na całym świecie przekroczyła 65 milionów osób, zaś liczba zgonów to ponad 1,5 miliona[19].
- Parlament Czarnogóry zatwierdził nowy rząd. Premierem został Zdravko Krivokapić[20].

## 2 grudnia
- Lądownik chińskiej sondy kosmicznej Chang’e 5 pobrał próbki skał księżycowych, najpierw z odwiertu o głębokości 2 metrów, a następnie z powierzchni i szczelnie zamknął w specjalnym pojemniku, aby zabezpieczyć przed zanieczyszczeniem w trakcie powrotu na Ziemię[21].
- Na skutek COVID-19, w okresie światowej pandemii tej choroby, zmarł Valéry Giscard d’Estaing, prezydent Francji w latach 1974–1981[22].